# Ceratinoptera sumichrasti
Ceratinoptera sumichrasti är en kackerlacksart som först beskrevs av Henri Saussure 1868.  Ceratinoptera sumichrasti ingår i släktet Ceratinoptera och familjen småkackerlackor. Inga underarter finns listade i Catalogue of Life.